# ولکرسدورف ایم واینفیرتل
ولکرسدورف ایم واینفیرتل (به آلمانی: Wolkersdorf im Weinviertel) یک شهر در اتریش است که در ناحیه میستلباخ واقع شده‌است. ولکرسدورف ایم واینفیرتل ۴۴٫۳۷ کیلومتر مربع مساحت دارد ۱۷۸ متر بالاتر از سطح دریا واقع شده‌است.

## خواهرخوانده
شهر ارباخ خواهرخواندهٔ ولکرسدورف ایم واینفیرتل هست.